# Luigi Russolo

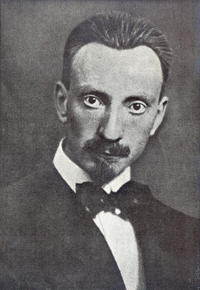
Luigi Russolo (circa 1916)

Luigi Carlo Filippo Russolo (* 30. April 1885 in Portogruaro, Veneto; † 4. Februar 1947 in Cerro di Laveno) war ein italienischer futuristischer Maler und Komponist.
1913 veröffentlichte Russolo das musikalische Manifest L’arte dei rumori (Die Kunst der Geräusche). Ausgehend von dem Geräuschpegel moderner Großstädte und Maschinen, setzte er sich mit der Behandlung von Geräuschen in der Musik auseinander. Zudem entwickelte er diverse Instrumente zur Geräuscherzeugung.

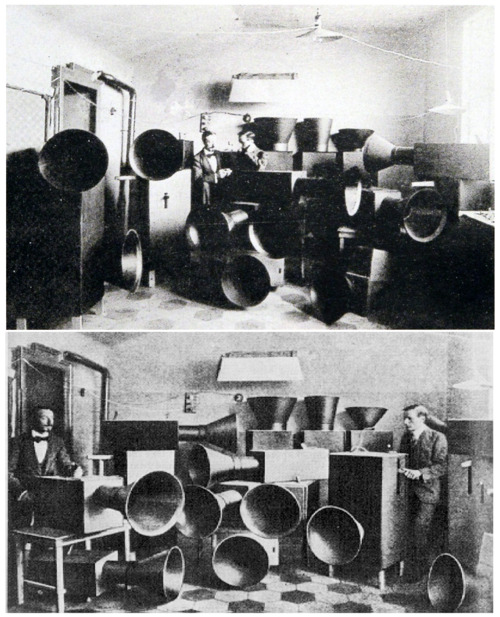
intonarumori, 1913

Der intonarumori („Geräuscherzeuger“) war eine Zusammenstellung verschiedener Kästen mit Schalltrichtern, die speziell behandelte Membrane zur Erzeugung verschiedener Geräusche beinhalteten. Ihr Höhepunkt war das Russolophon 1924. Keines der Instrumente blieb nach dem Zweiten Weltkrieg erhalten.
Er arbeitete eng mit Filippo Tommaso Marinetti zusammen. Auch sein Bruder Antonio Russolo komponierte futuristische Musik. Anfang der 1980er Jahre setzte die britische Pop-Band The Art of Noise, die sich nach dem Werk von Russolo benannt hatte, einige Ideen von ihm auf ihren Platten um. Die Noisemusik wurde teilweise vom Futurismus beeinflusst.
Seit 1970 schreibt die Russolo-Pratella Stiftung (Fondazione Russolo-Pratella) in Varese, Italien, den Luigi Russolo Preis für Komponisten unter 35 Jahren aus.

## Werke

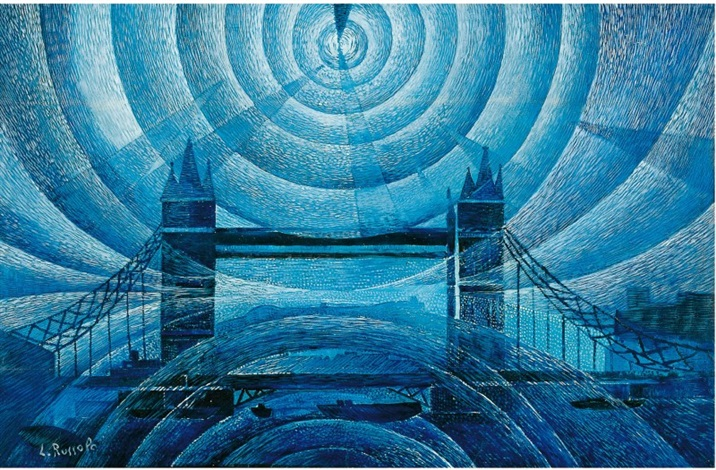
„Tower Bridge“ (1929).

- „Tower Bridge“ (1929).Luigi Russolo: Die Kunst der Geräusche. Schott Music, Mainz 2000, ISBN 3-7957-0435-9.